# Sakuran
Sakuran (jap. さくらん) ist ein Manga von Moyoco Anno, der von 2001 bis 2003 erschien und 2006 als Film umgesetzt wurde.

## Handlung
Ein Mädchen wird als Kamuro (kleines Mädchen in Ausbildung bei einer Prostituierten) in das Vergnügungs- und Bordellviertel Yoshiwara verkauft. Dort kommt sie unter die Obhut der Oiran (Kurtisane) des Tamakiku-Hauses (玉菊屋, Tamakiku-ya) Shōhi (粧ひ), die sie Tomeki nennt. Da Tomeki sehr rebellisch ist, nicht weint wenn man sie schlägt, unflätig und ungehobelt ist, meinen die anderen, sie würde eine gute Oiran werden, da diese nicht nur Schönheit und Talent brauchen, sondern auch die Hartnäckigkeit, diese Position zu behalten.
Danach wird Tomeki erst zu O-Rin einer Hikkomi (Prostituierte in Ausbildung) und schließlich zu Kiyoha (きよ葉), dem hübschesten Mädchen im Tamakiku-Haus. Ihre Beliebtheit bedroht die Position der jetzigen Tamakiku-Oiran Mikumo (三雲), was zu einer Spannung und Eifersucht der beiden führt.
Probleme bereiten Kiyoha aber auch das Erscheinen ihres Freiers Sōjirō (惣次郎) und die Unmöglichkeit der Liebe in diesem Viertel.

## Veröffentlichung
Die Reihe wurde von 2001 bis 2003 im Evening-Magazin von Kodansha veröffentlicht und später in einem Sammelband zusammengefasst. Er verkaufte sich mehr als 560.000 Mal. Auf Deutsch erschien der Sammelband im April 2024 in einer Übersetzung von Antje Bockel bei Egmont Manga.

## Verfilmung
Der Manga wurde 2006 als Debütfilm von Mika Ninagawa umgesetzt, die in Japan vor allem als Fotografin sehr bekannt ist. Die Musik steuerte Shiina Ringo bei, die, genauso wie die Szenenbildnerin Namiko Iwaki, für einen Japanese Academy Award nominiert wurde.

### Kritiken
asianfilmweb meinte zu diesem Film:
„Wer Die Geisha mochte, wird Sakuran - Wilde Kirschblüte lieben, denn der Blick auf das Sklaventum im Freudenhaus erscheint weniger romantisiert und glaubwürdiger und verweist die Romanvorlage von Die Geisha darum klar auf den zweiten Platz, auch wegen der visuellen Virtuosität. Eine überaus gelungene Manga-Verfilmung.“
movie-college meinte zu diesem Film:
„Sakuran ist ein Film fürs Auge und es ist schön sich diese Bilder anzusehen. Ich finde es jedoch fraglich, ob ein solches Thema auf diese Weise richtig behandelt ist.“